# مويلح العلي (الملاح)

تعديل مصدري - تعديل

مويلح العلي هي إحدى قرى عزلة الملاح بمديرية الملاح التابعة لمحافظة لحج، بلغ تعداد سكانها 30 نسمة حسب تعداد اليمن لعام 2004.